# Conseil départemental des Pyrénées-Orientales
Le conseil départemental des Pyrénées-Orientales est l'assemblée délibérante du département français des Pyrénées-Orientales, collectivité territoriale décentralisée. Elle comprend 34 conseillers généraux issus des 17 cantons des Pyrénées-Orientales.

## Histoire
Le conseil général devient conseil départemental à la suite du redécoupage cantonal de 2014, qui voit le département passer de 31 à 17 cantons. Les premières élections départementales se tiennent en 2015 et voient la gauche conserver la majorité.

## Organisation du conseil départemental

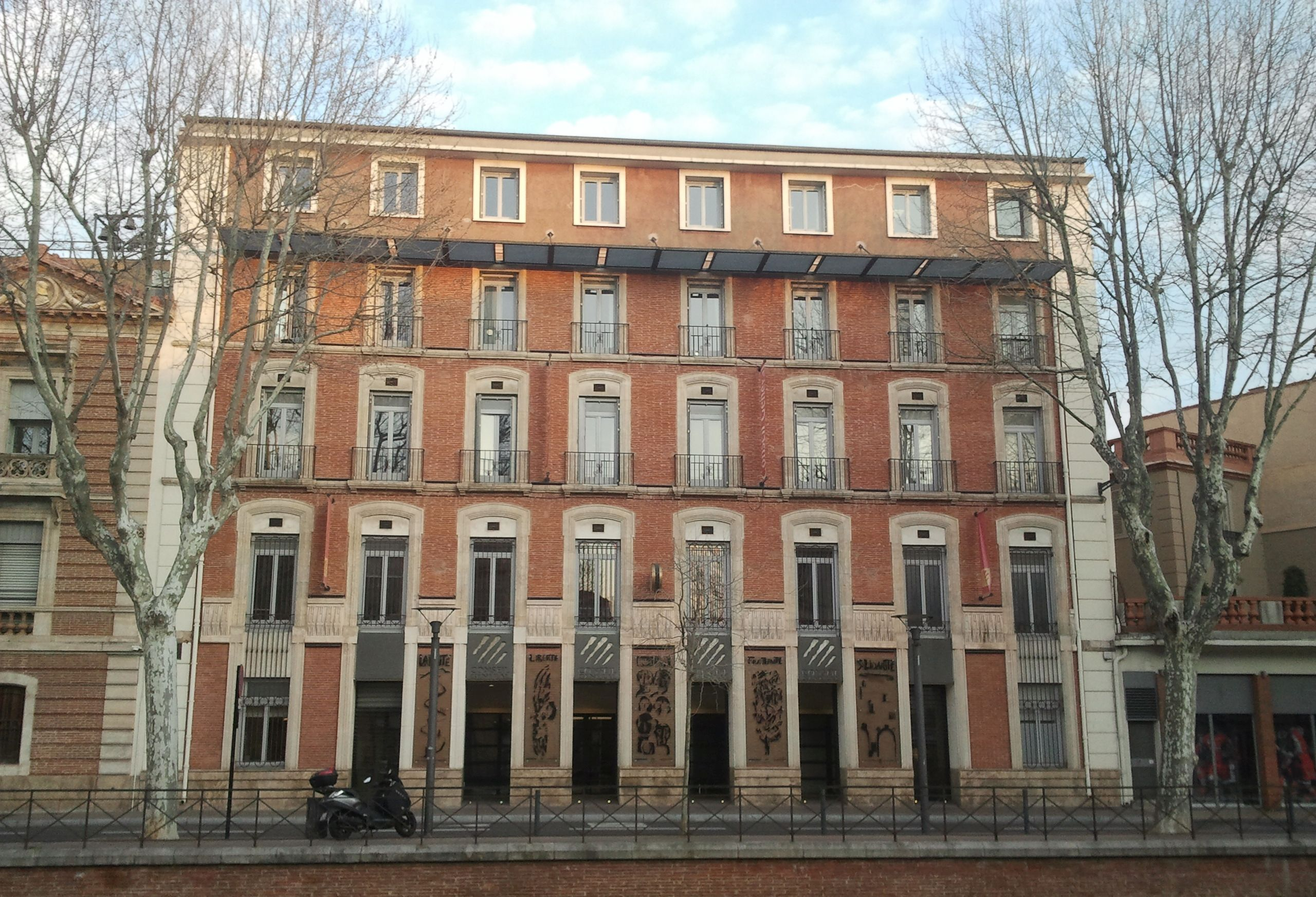
Le siège du Conseil départemental à Perpignan.

### Président
Le président du conseil départemental des Pyrénées-Orientales est Hermeline Malherbe (PS) depuis le 21 novembre 2010.

#### Liste des présidents
| Période                            | Période                      | Identité                     | Étiquette                    | Étiquette                    |
| Président du conseil général       | Président du conseil général | Président du conseil général | Président du conseil général | Président du conseil général |
| ---------------------------------- | ---------------------------- | ---------------------------- | ---------------------------- | ---------------------------- |
| 1945                               | 1956                         | Louis Noguères               |                              | SFIO                         |
| 1956                               | 1973                         | Jean Jacquet                 |                              | SFIO puis PS                 |
| 1973                               | 1982                         | Léon-Jean Grégory            |                              | PS puis SE                   |
| 1982                               | 1987                         | Guy Malé                     |                              | UDF                          |
| 1987                               | 1998                         | René Marquès                 |                              | UDF                          |
| 1998                               | 2010                         | Christian Bourquin           |                              | PS                           |
| 2010                               | 2010                         | Jean-Jacques Lopez (intérim) |                              | PS                           |
| 2010                               | 2015                         | Hermeline Malherbe           |                              | PS                           |
| Président du conseil départemental |                              |                              |                              |                              |
| 2015                               | En cours                     | Hermeline Malherbe           |                              | PS                           |

### Vice-présidents

#### Vice-présidents actuels (2021-2028)
- 1er vice-président : Nicolas Garcia (PCF) ;
- 2e vice-présidente : Toussainte Calabrèse (PS)
- 3e vice-président : Robert Garrabé (PS) ;
- 4e vice-présidente : Françoise Fiter (PCF) ;
- 5e vice-président : Jean Roque (PS) ;
- 6e vice-présidente : Marie-Pierre Sadourny (PS) ;
- 7e vice-président : Alexandre Reynal (PS) ;
- 8e vice-présidente : Madeleine Garcia-Vidal (DVG) ;
- 9e vice-président : Rémi Lacapère (PCF) ;
- 10e vice-présidente : Aude Vivès (DVG) ;

#### Vice-présidents (2015-2021)
- 1er vice-président : Michel Moly (PS) ;
- 2e vice-présidente : Toussainte Calabrèse (PS)
- 3e vice-président : Jean Vila (PCF) ;
- 4e vice-présidente : Damienne Beffara (PS) ;
- 5e vice-président : René Olive (PS) ;
- 6e vice-présidente : Françoise Fiter (PCF) ;
- 7e vice-président : Robert Garrabé (PS) ;
- 8e vice-présidente : Martine Rolland (PS) ;
- 9e vice-président : Alexandre Reynal (PS) ;
- 10e vice-présidente : Edith Pugnet (PCF) ;

### Conseillers départementaux
Jusqu'en 2015 élus comme conseillers généraux, alors au nombre de 31, les conseillers départementaux sont depuis lors au nombre de 34 (deux par canton).
| Président du Conseil départemental   |       |       |      |                                              |
| Hermeline Malherbe (PS)              |       |       |      |                                              |
| Parti                                | Sigle | Sigle | Élus | Groupes                                      |
| Majorité (19 sièges)                 |       |       |      |                                              |
| Parti socialiste                     |       | PS    | 12   | Socialiste et apparentés                     |
| Divers gauche                        |       | DVG   | 1    | Socialiste et apparentés                     |
| Parti radical de gauche              |       | PRG   | 1    | Socialiste et apparentés                     |
| Parti communiste français            |       | PCF   | 5    | Communistes                                  |
| Opposition (15 sièges)               |       |       |      |                                              |
| Les Républicains                     |       | LR    | 5    | Union républicaine de la droite et du centre |
| Union des démocrates et indépendants |       | UDI   | 2    | Union républicaine de la droite et du centre |
|                                      |       |       |      |                                              |
| Rassemblement national               |       | RN    | 2    | Rassemblement national                       |
| Renaissance                          |       | RE    | 2    | Non-inscrits                                 |
| Les Républicains                     |       | LR    | 2    | Non-inscrits                                 |
| Divers droite                        |       | DVD   | 1    | Non-inscrits                                 |
| Agir                                 |       | Agir  | 1    | Non-inscrits                                 |

## Attributions du conseil départemental
Le Conseil départemental exerce les compétences fixées par les lois de décentralisation dans les domaines de l'action sociale, la voirie, l'éducation, le service départemental d'incendie et de secours, le développement économique, la gestion des musées, bibliothèques et archives départementales, la gestion des espaces naturels sensibles.

### Action sociale
- Le Revenu de solidarité active (RSA)[2] est destiné à remplacer dès le 1er juin 2009, le revenu minimum d'insertion (RMI), l'allocation de parent isolé (API), la prime pour l'emploi (PPE) pour les allocataires[3] des minima sociaux et les travailleurs pauvres[4].
- L'Office public de l'habitat des Pyrénées-Orientales[5]

### Routes départementales et les transports publics
- Le réseau de bus à 1 €
- La gestion du réseau des routes départementales des Pyrénées-Orientales

### Éducation et le sport
- La gestion des cantines scolaires et des 30 collèges des Pyrénées-Orientales[6]
- les 40 "comités départementaux sportifs" agréés par le Ministère de la Jeunesse et des Sports, ainsi que le Centre Sport Santé[7].
- Le soutien financier à l'USAP, et aux Dragons Catalans[8]

### Développement économique

#### Le premier département pour l'agriculture biologique
- Développement de l'agriculture biologique et de l'hydraulique agricole des Pyrénées-Orientales.

en partenariat avec l’ensemble des nombreux acteurs concernés.
- Vins AOC
- Vins doux naturels
- AOC pomme de terre primeur du Roussillon
- IGP Rosée et vedell des Pyrénées
- 2e département pour l'artichaut (IGP Artichaut du Roussillon[10],[11])
- 1er département de France pour la pêche et la nectarine
- AOC abricot rouge du Roussillon
- Agneau Catalan
- miel
- truffes

#### Gestion de l'eau
- Gestion des 3 principaux barrages du département, des rivières et des réseaux d'irrigation : 
  - Le Barrage de Vinça qui permet, depuis 1976, l'écrêtement des crues de la Têt et constitue une réserve pour l'eau potable et l'eau d'irrigation.
  - Le barrage de l'Agly, qui depuis 1994 à jusqu'à 30 millions de m3 d'eau de capacité.
  - La retenue hydraulique de Villeneuve-de-la-Raho (18 millions de m3)

#### Trafic de marchandises
- La "Plateforme multimodale Pyrénées Méditerranée"[12]
- Le développement du port de commerce de Port-Vendres[13], avec la construction d'un troisième quai, en 2010[14].

#### Tourisme
- Le comité départemental du tourisme[15]

#### Énergies renouvelables et recherche

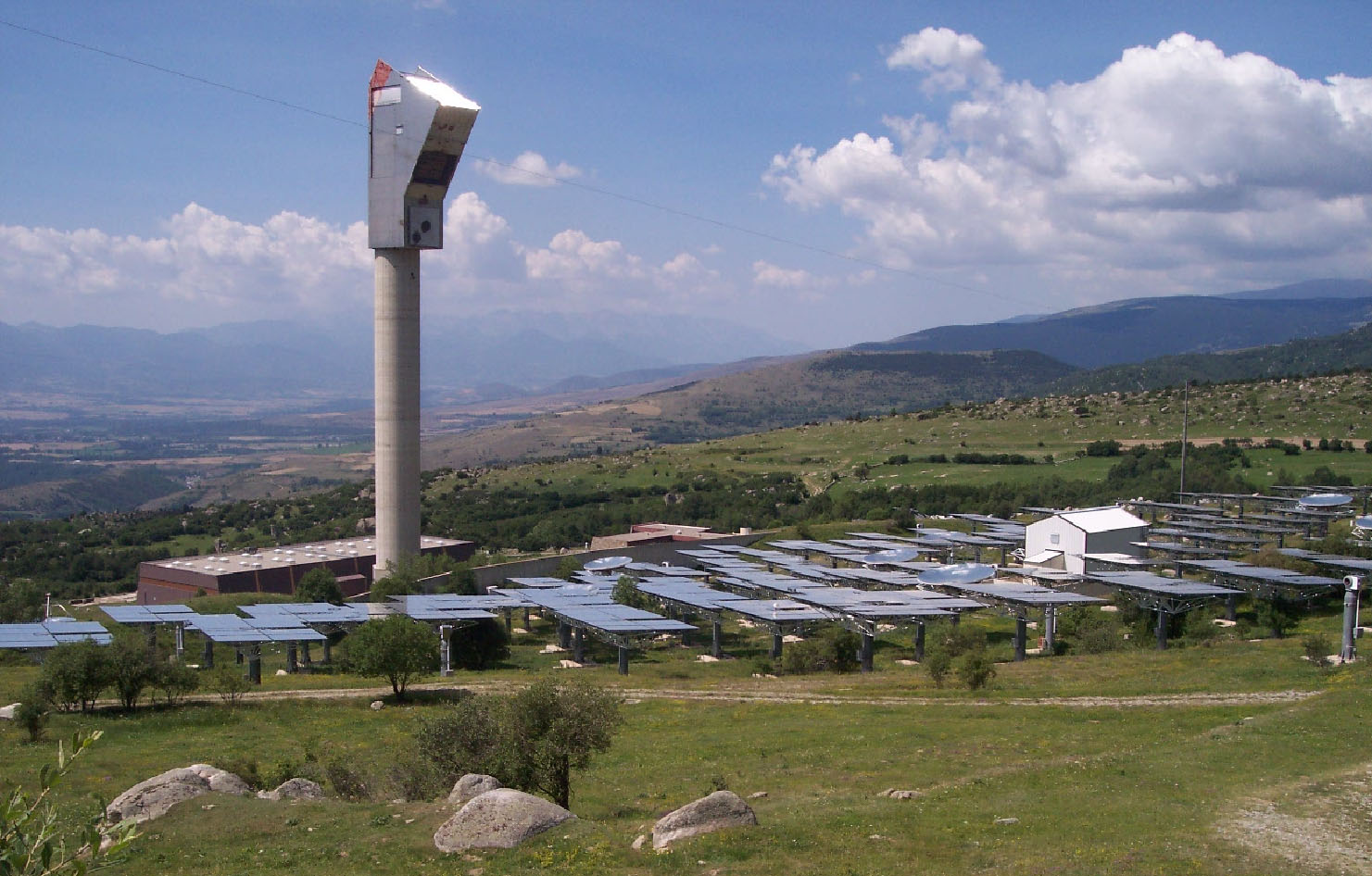
La Centrale solaire de THEMIS.

- La Centrale solaire de THEMIS en Cerdagne
- le Laboratoire Départemental - CAMP[16]

### Culture et patrimoine
- Archives départementales des Pyrénées-Orientales à Perpignan
- Deux bibliobus qui sillonnent le département[17]
- La Médiathèque départementale Claude Simon[18].
- Partenaire du Musée d'art moderne de Céret[19]
- Le Palais des rois de Majorque à Perpignan[20]
- Le Château Royal de Collioure à Collioure[21]
- Le Prieuré de Serrabone[22]
- Participation et soutien au Réseau Culturel Terre Catalane[23].

### Protection de l'environnement et développement durable
- Partenaire du Parc naturel régional des Pyrénées catalanes[24]
- Partenaire du Syndicat Mixte Canigó Grand Site[25]
- Gestion de l'aire protégée de Paulilles[26]
- La Réserve naturelle régionale de Nyer
- La Réserve Naturelle Marine de Cerbère-Banyuls[27]

## Eurodistrict catalan
Le 27 juillet 2007, à Céret eut lieu la signature de l'accord cadre pour la mise en route du projet d'eurodistrict, permettant la mise en place d'un fonds commun de soutien aux projets de coopération sur l’espace catalan transfrontalier, et d'un service commun d'aide au développement de projets transfrontaliers, au conseil général et à la Casa de la Generalitat de Catalunya à Perpignan.
À l’appui de cette démarche, il faut souligner le rôle de l’Union européenne qui, avec le programme INTERREG, dans le cadre de sa politique régionale soutient financièrement les projets transfrontaliers.

## Charte en faveur du catalan
Lors de la session du 10 décembre 2007, le conseil général a approuvé une Charte en Faveur du catalan, par laquelle le département s’engage à veiller à la promotion, au développement et à la diffusion de la langue et de la culture catalanes.
Celle-ci dit en préambule : « La langue catalane, née il y a plus de mille ans, constitue un des piliers de notre identité, du patrimoine et de la richesse du département des Pyrénées-Orientales (Catalunya Nord) ».
Le terme Catalogne nord obtient ainsi sa première reconnaissance officielle.

## Défibrillateurs automatiques

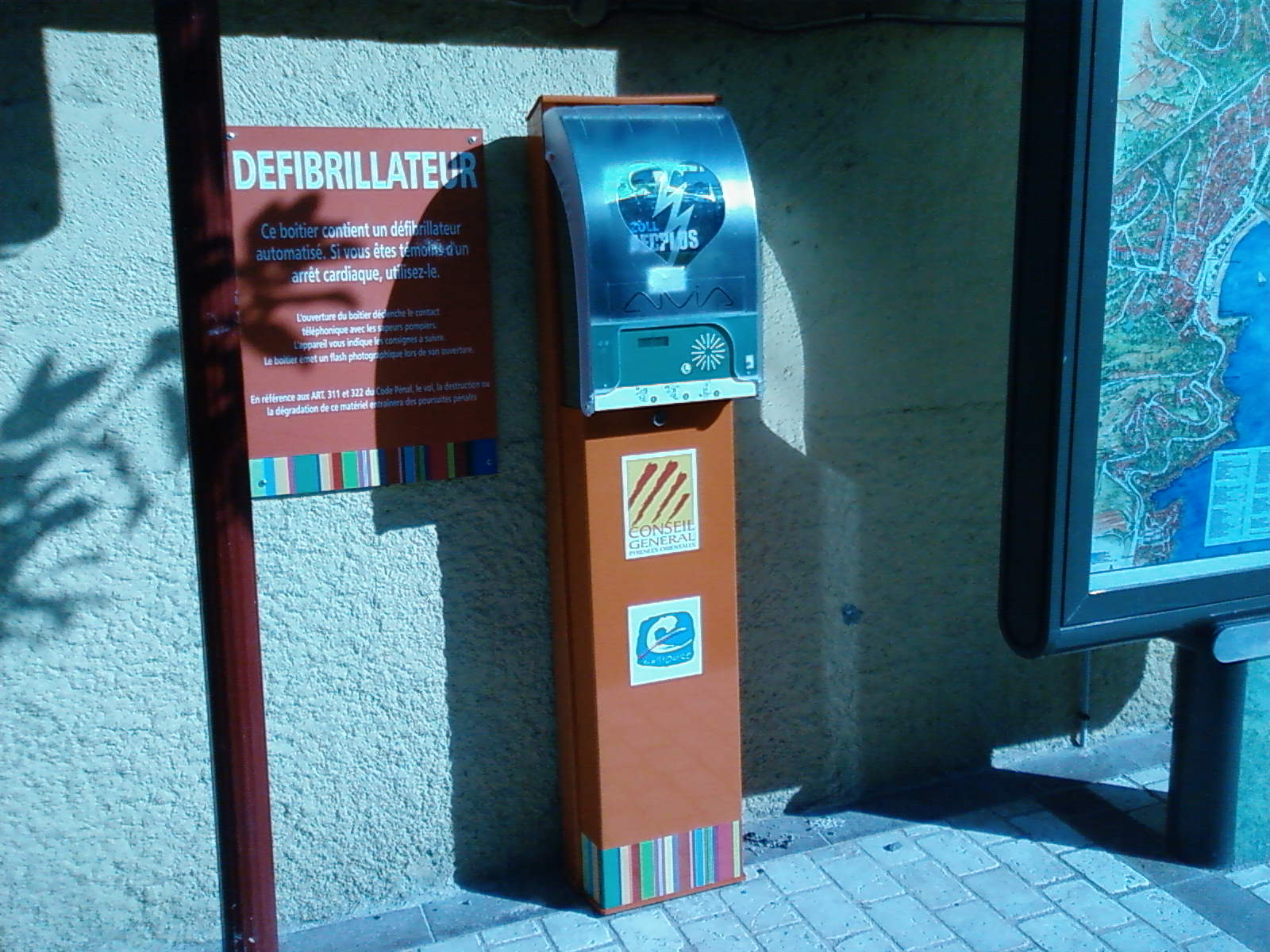
Défibrillateur du conseil général sur la mairie de Collioure.

Les Pyrénées-Orientales sont un département pilote dans l'installation de défibrillateurs automatiques.
Le 2 avril 2007, le conseil général décide tout d'abord d'acheter des défibrillateurs pour 22 communes se situant à plus de 20 minutes d'un centre de secours.
Depuis mars 2008, et la pose d'un défibrillateur à Mosset, 141 communes se sont inscrites, avec l'objectif d'équiper les 226 communes du département et les 22 bâtiments du conseil général, avec 400 appareils.
L'intérêt suscité a décidé certaines communes à installer d'autres défibrillateurs dans les stades et des sites à forte fréquentation.
La présentation de cette initiative au salon des maires de France, a fait des Pyrénées-Orientales, un département pilote, pour d'autres villes, départements et régions françaises qui envisagent à leur tour l'installation de défibrillateurs automatiques.

### Couverture numérique et géolocalisation des Pyrénées-Orientales
La pose d'un appareil nécessite de la part des communes, une alimentation électrique, une ligne téléphonique et une connexion internet ADSL. À ce titre et par voie de conséquence, l'installation de ce dispositif a permis de développer la vie numérique dans certains villages et donc de réduire la fracture numérique.
La géolocalisation des défibrillateurs par GPS sur internet et les systèmes de navigation automobile, les téléphones mobiles et les PDA permet également d'améliorer le référencement électronique et la couverture numérique du département.

## Identité visuelle

Logo des Pyrénées-Orientales (conseil général) de 1999 à 2015
Logo des Pyrénées-Orientales (conseil départemental) depuis 2015